# Euippodes diversa
Euippodes diversa är en fjärilsart som beskrevs av Emilio Berio 1956. Euippodes diversa ingår i släktet Euippodes och familjen nattflyn. Inga underarter finns listade i Catalogue of Life.